# Judith Jones
Œuvres principales
The Book of Bread (1986)
The Tenth Muse : My Life in Food (2008)
The Pleasures of Cooking for One (2009)
Judith Jones (10 mars 1924, New York - 2 août 2017, Walden) est une éditrice américaine. En 1952, elle est à l'origine de la publication de l'ouvrage Le Journal d'Anne Frank aux États-Unis.

## Biographie
Judith Bailey est née le 10 mars 1924 à New York. Elle est la fille de l'avocat Charles Bailey et de Phyllis Hedley. Judith et sa sœur, Susan, grandissent à Manhattan dans un foyer prospère mais frugal. Parfois, le samedi, le père de Judith l'emmène dans un restaurant français. Elle intègre l'école Brearley de Manhattan, puis le Bennington College dans le Vermont. En 1945, elle est diplômée en langue anglaise.
En 1948, elle rencontre son futur époux Evan Jones à Paris, où il travaille comme auteur culinaire. Le couple se marie à Vienne en 1951. Evan Jones est père de deux filles, Bronwyn et Pamela issues de son précédent mariage. Ensemble, ils adoptent deux enfants Chris Vandercook et Audrey Vandercook Bierman. Le duo aime cuisiner et organise des dîners pour leurs amis à leur domicile sur le Upper East Side de Manhattan et à Bryn Teg Farm, dans le canton de Walden, au nord du Vermont. Le critique de cinéma et de théâtre Stanley Kauffmann (en) qualifie de "meilleur restaurant de New York", la table des époux Jones.
Judith Jones décède le 2 août 2017 dans sa maison d'été à Walden, à la suite de complications liées à la maladie d'Alzheimer.
Sonny Mehta, président et directeur de Knopf Doubleday Publishing, déclare à l'annonce de sa disparition : « Il n'est pas exagéré de dire qu'elle a profondément influencé non seulement la manière dont les Américains lisent, mais aussi la façon dont nous cuisinons ».

## Carrière professionnelle
En 1957, elle intègre la maison d'édition Doubleday, devenue Knopf Doubleday en 2009, pour laquelle elle travaille jusqu’à sa retraite à l'âge de 87 ans.  Après trois ans à titre d'assistante éditoriale chez Doubleday à New York, elle déménage à Paris. Accompagnée de son futur mari Evan Jones, elle coécrit trois ouvrages. Deux d'entre eux se focalisent sur le pain alors que le troisième s'attache à la cuisine de la Nouvelle-Angleterre. Elle est connue dans le monde de l'édition pour avoir fait découvrir aux lecteurs américains Le Journal d'Anne Frank. En 2011, elle prend sa retraite en tant qu'éditrice principale et vice-présidente de Knopf Doubleday Publishing.

### L'édition duJournal d'Anne Frank
Au sein du bureau parisien de Doubleday, Judith Jones est chargée de lire les manuscrits et de présélectionner les ouvrages déjà publiés en français et susceptibles d'être traduits en anglais. Édité en néerlandais dès 1947, puis en français et en allemand, Le Journal d'Anne Frank est d'abord rejeté par Doubleday. En 1952, elle récupère le manuscrit sur une pile destinée à la corbeille. Son patron l'a retrouve en larmes à la fin de la journée : « Nous devons envoyer ce livre à New York. C'est merveilleux », déclare-t-elle. Judith Jones réussit alors à convaincre ses supérieurs de traduire le texte en anglais. Lu par des millions d'Américains, l'ouvrage biographique est mis en scène au théâtre à Broadway, avant que le cinéaste George Stevens, propose une adaptation cinématographique en 1959. En 1960, le film Le Journal d'Anne Frank reçoit trois Oscars du cinéma.

### Littérature culinaire
Après avoir travaillé sur les traductions des philosophes français Albert Camus et Jean-Paul Sartre, elle entame une nouvelle carrière en se spécialisant dans les ouvrages culinaires. L'éditrice s'intéresse aux recettes de cuisine du monde entier et publie les textes de Claudia Roden, Lidia Bastianich, James Beard, Marcella Haza, Edna Lewis, Marion Cunningham, Madhur Jaffrey et beaucoup d'autres. Judith Jones dirige également la publication de livres culinaires régionaux et ethniques pour la série Knopf Cooks American.
En 1962, elle se bat une nouvelle fois pour imposer ses choix avec la publication du livre de cuisine de l'Américaine Julia Child, coécrit avec Louisette Bertholle et Simone Beck. Mastering the Art of French Cooking, comporte 700 pages permettant aux Américains de se familiariser avec la cuisine française. Julia Child devient une immense célébrité dans son pays. En 2004, quelques  mois  après  son décès, Judith Jones écrit dans The New York Times : « Voici le livre de recettes dont j'ai toujours rêvé, un de ceux qui vous prend par la main et vous explique en détail chaque étape d'une recette. Il explique l'ensemble des techniques, parle des équipements appropriés, des ingrédients nécessaires et des substituts viables. Il met en garde contre les pièges, mais fourni des remèdes pour nos erreurs ». En 2009, le long métrage Julie et Julia de Nora Ephron revient sur le parcours de Julia Child,. En 2010, la comédienne Meryl Streep est lauréate du Golden Globe de la meilleure actrice dans un film musical ou une comédie,.

### Autres collaborations
Au cours de sa carrière, outre le monde culinaire qui la passionne, elle soutient également les productions des romanciers John Updike, Elizabeth Bowen, Peter Taylor, William Maxwell, John Hersey ou Anne Tyler.
Après la mort de son mari en 1996, Judith Jones commence à cuisiner pour elle-même et travaille à un ouvrage autobiographique sur ce sujet. The Pleasures of Cooking for One est publié en 2009. Le livre  mélange des conseils de cuisine et d'encouragement pour les personnes qui vivent seules dans leurs dernières années,.
Elle collabore ponctuellement pour les magazines Vogue et Saveur et Gourmet. Nombre de ses publications personnelles et collaboratives ont été récompensées. En 2006, elle reçoit le James Beard Lifetime Achievement Award pour l'ensemble de sa carrière.
En 2007, elle publie ses mémoires avec l'ouvrage The Tenth Muse : My Life in Food, dans lequel elle intègre beaucoup de ses recettes préférées,.

## Publications
- Knead It, Punch It, Bake It ! : Make Your Own Bread, Judith Jones, Evan Jones, Illustrations de Lauren Jarrett, Thomas Y. Crowell Co., 113p, 1981,  (ISBN 0690041349)
- The L.L. Bean Game and Fish Cookbook, Judith Jones, Angus Cameron, Illustrations de Bill Elliott, Random House, 475p, 1983,  (ISBN 0394511913)
- The Book of Bread, Judith Jones, Evan Jones, Harper Perennial, 384p, 1986,  (ISBN 0060913592)
- The L.L. Bean Book of New New England Cookery, Judith Jones, Evan Jones, Random House, 669p, 1987,  (ISBN 0394544560), réimprimé comme The Book of New New England Cookery, Judith Jones, Evan Jones, Illustrations de Lauren Jarrett, UPNE, 669p, 2001,  (ISBN 1584651318)
- The Tenth Muse: My Life in Food, Judith Jones, Anchor, 304p, 2008,  (ISBN 0307277445)
- The Pleasures of Cooking for One, Judith Jones, Knopf, 288p, 2009,  (ISBN 0307270726)
- Love Me, Feed Me : Sharing with Your Dog the Everyday Good Food You Cook and Enjoy, Judith Jones, Knopf, 192p, 2014,  (ISBN 038535214X)

## Distinctions

### Récompenses personnelles
- 1985 : Who's Who of Food & Beverage James Beard Award
- 2006 : James Beard Foundation Lifetime Achievement Award

### Livres de cuisine écrits ou édités par Judith Jones ayant reçu les prix de James Beard
- 1983 : The Book of Bread de Judith Jones et Evan Jones, Single Subject Award
- 1993 : Peppers a Story of Hot Pursuits d'Amal Naj, Writing on Food Award
- 1995 : Jewish Cooking in America de Joan Nathan, Food of the Americas Award
- 2000 : Julia and Jacques Cooking at Home de Julia Child et Jacques Pépin, General Award
- 2000 : A Spoonful of Ginger de Nina Simonds, Healthy Focus Award
- 2002 : Jacques Pepin Celebrates de Jacques Pépin, Entertaining & Special Occasions Award
- 2006 : The New American Cooking by Joan Nathan, Food of the Americas Award
- 2006 : Spices of Life : Simple and Delicious Recipes for Great Health de Nina Simonds, Healthy Focus Award